# Pelorische topbloem
Een pelorische topbloem is een bloem die niet tweezijdig symmetrisch is (één verticale symmetrieas), maar alzijdig symmetrisch (actinomorf).
Een dergelijke bloem kan in bepaalde daarvoor gunstige omstandigheden ontstaan bij onder meer vingerhoedskruid of vlasbekje.

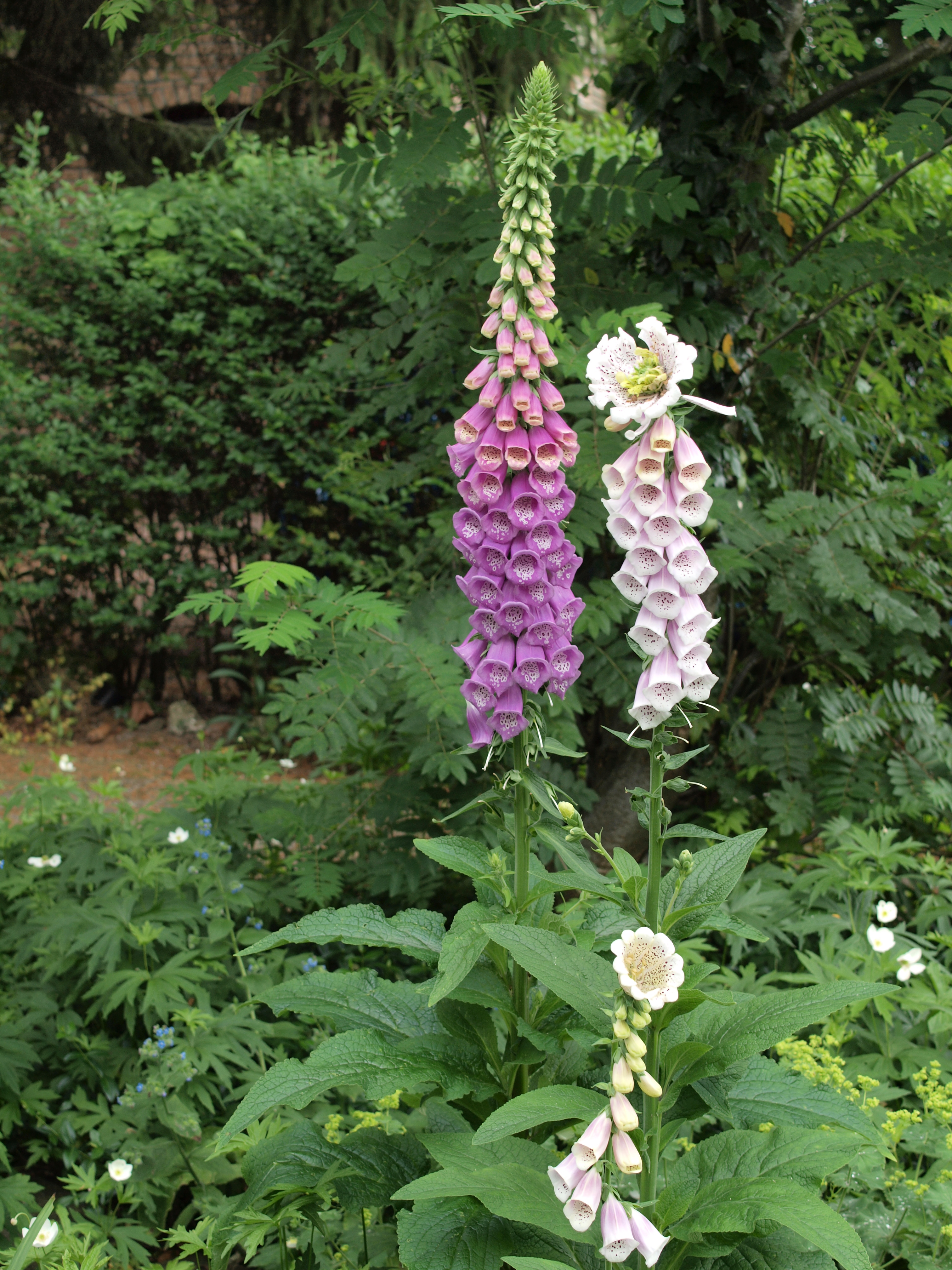
Vingerhoedskruid (Digitalis purpurea) met pelorische topbloem
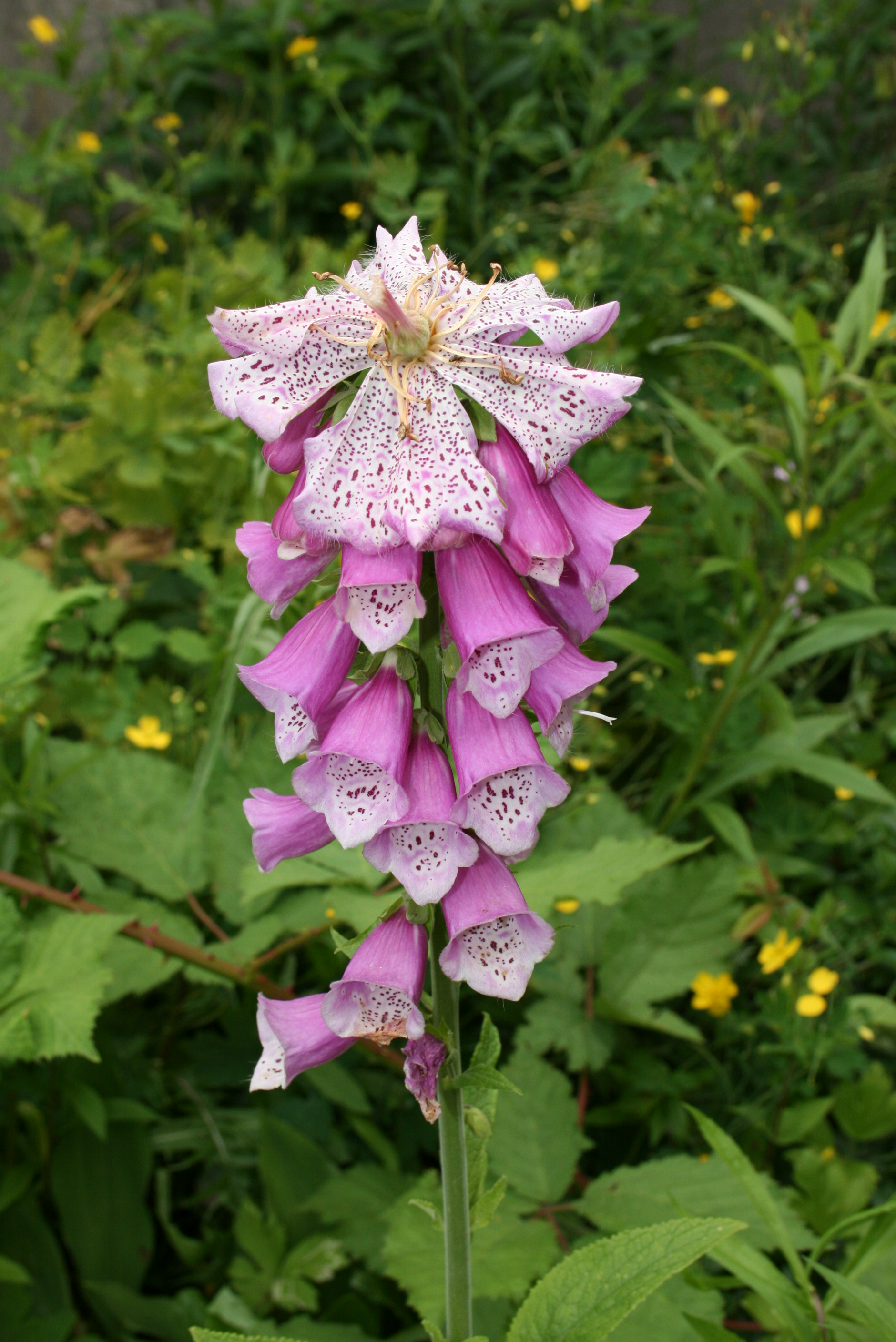
Vingerhoedskruid met pelorische topbloem
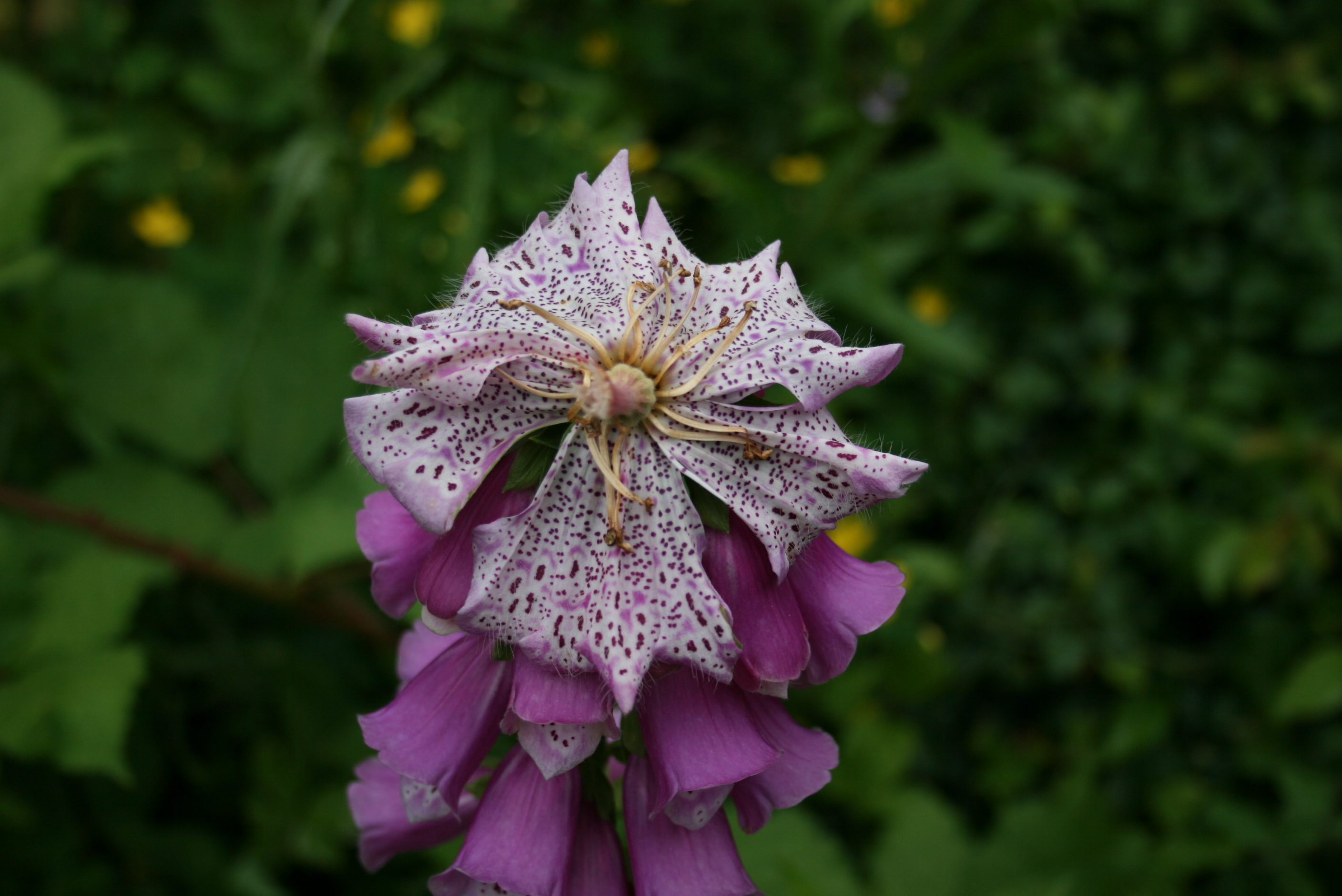
Vingerhoedskruid met pelorische topbloem
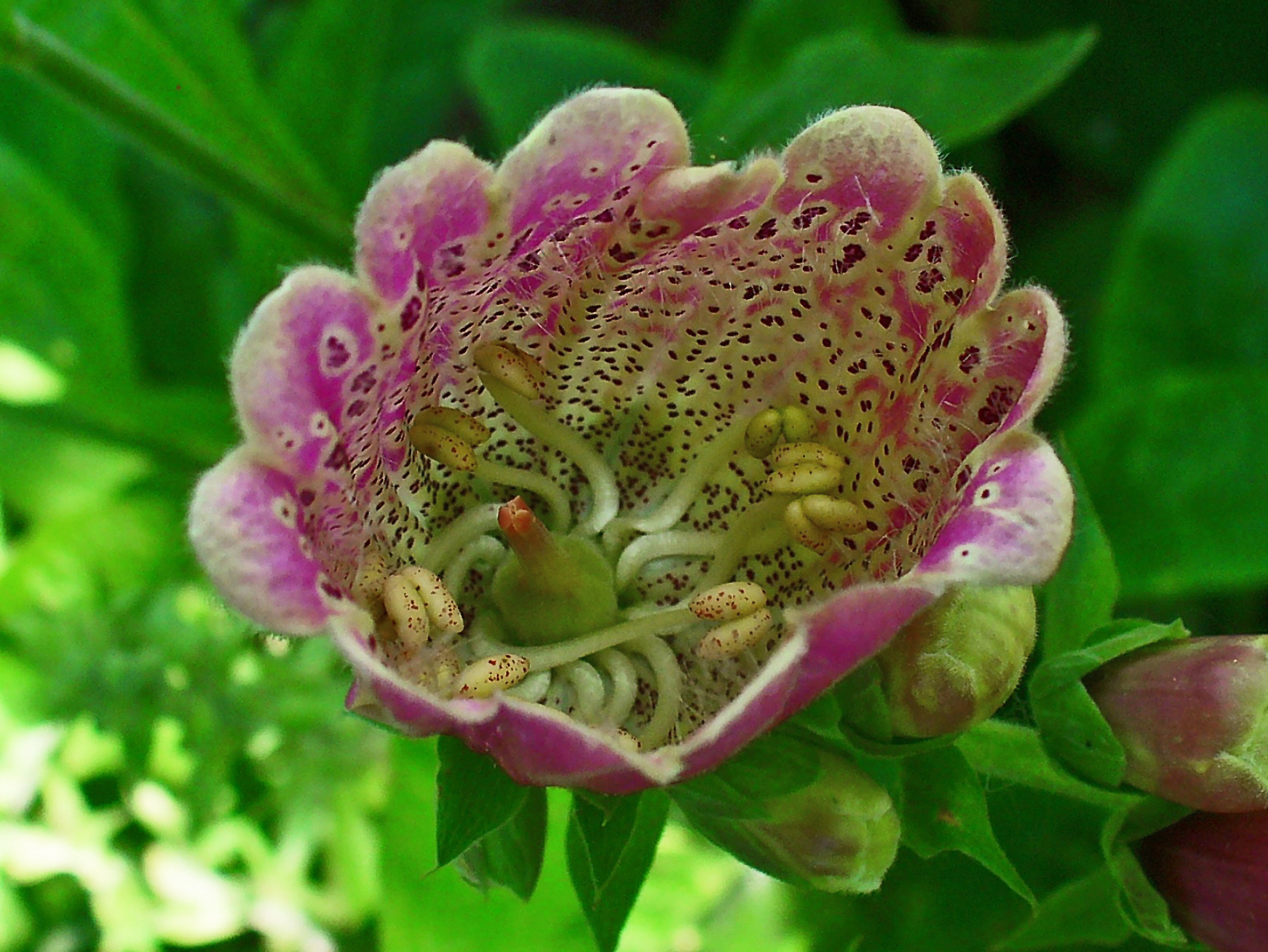
Vingerhoedskruid – pelorische topbloem
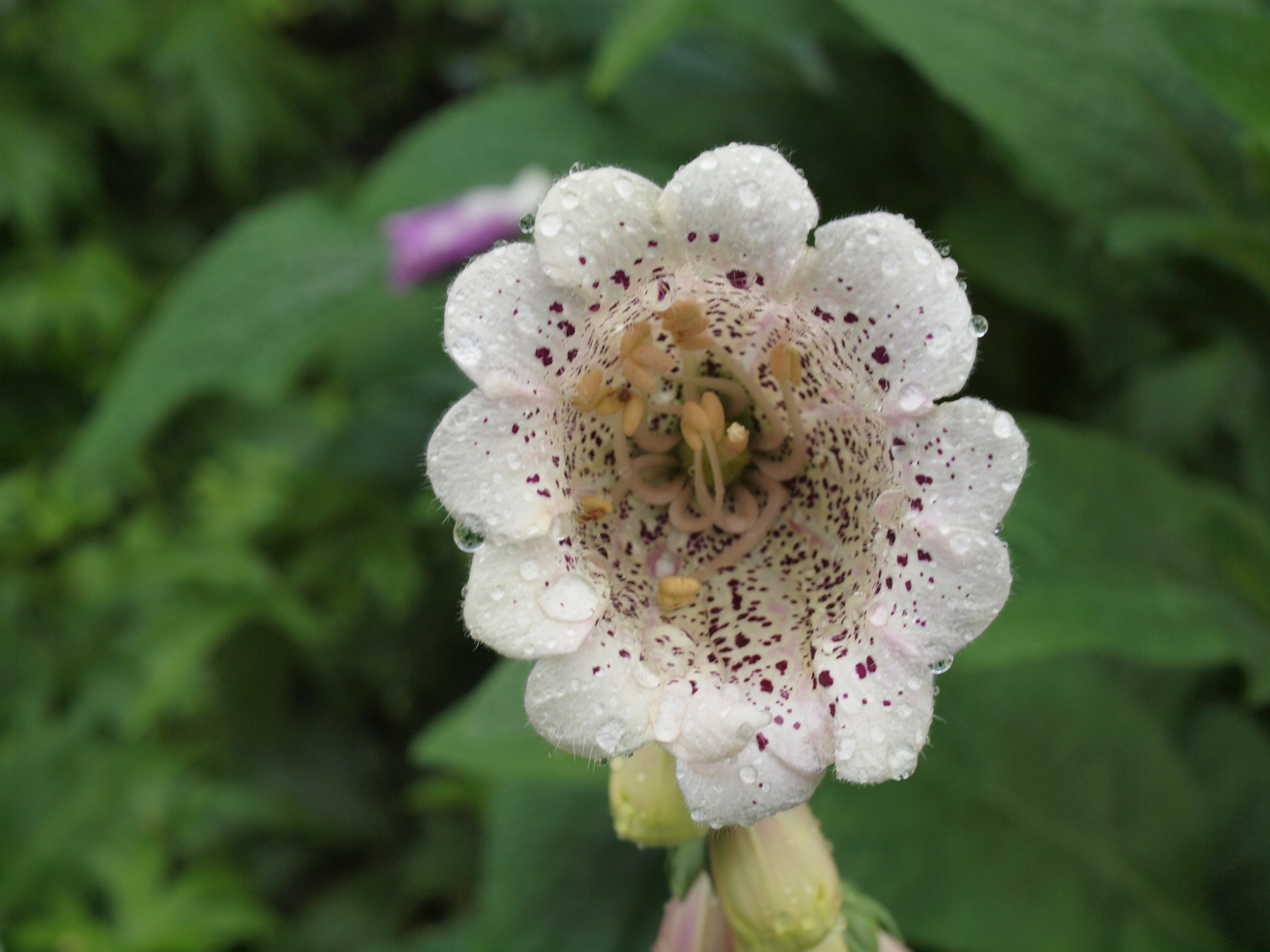
Vingerhoedskruid – pelorische topbloem
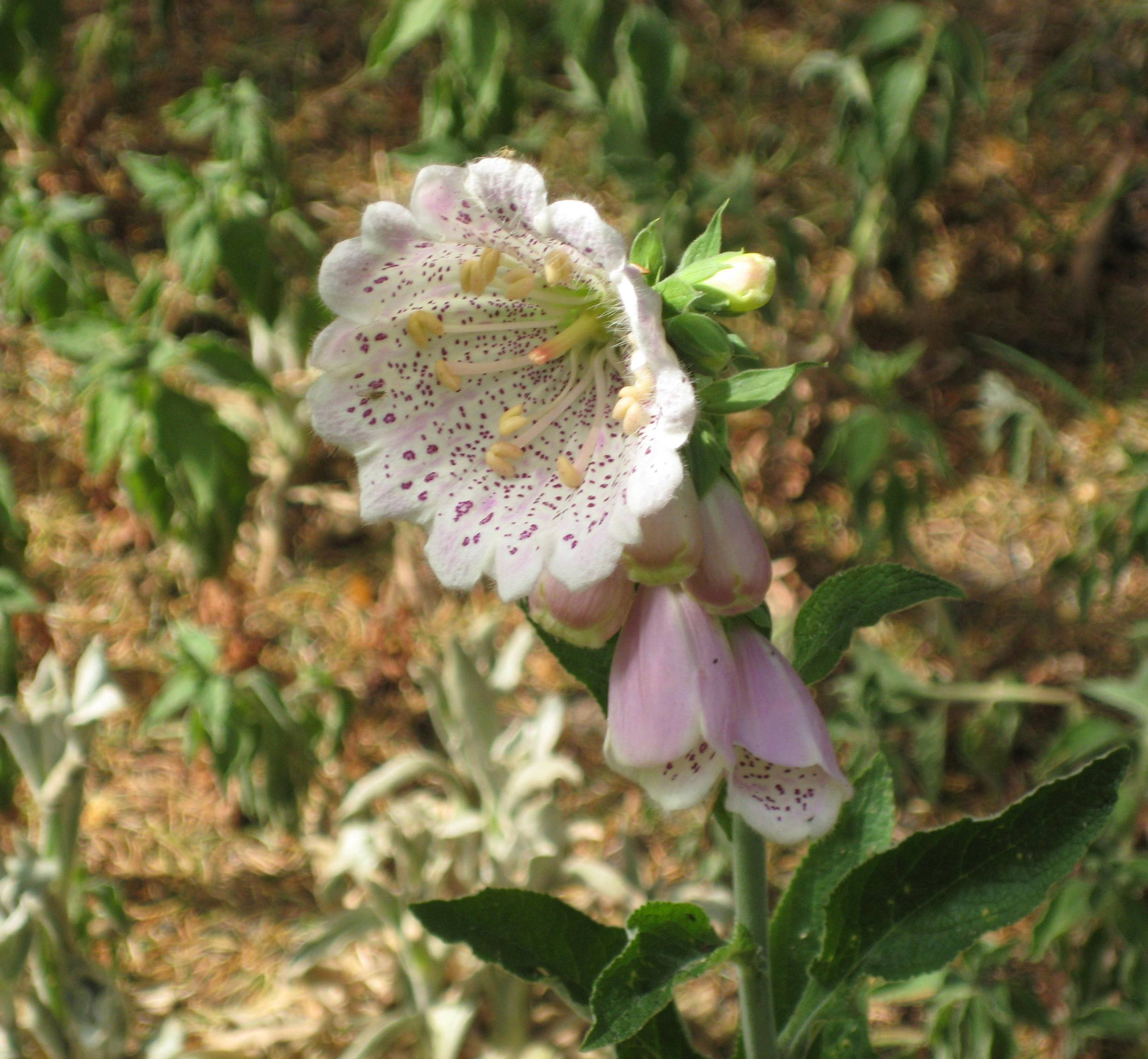
Vingerhoedskruid met pseudopelorie
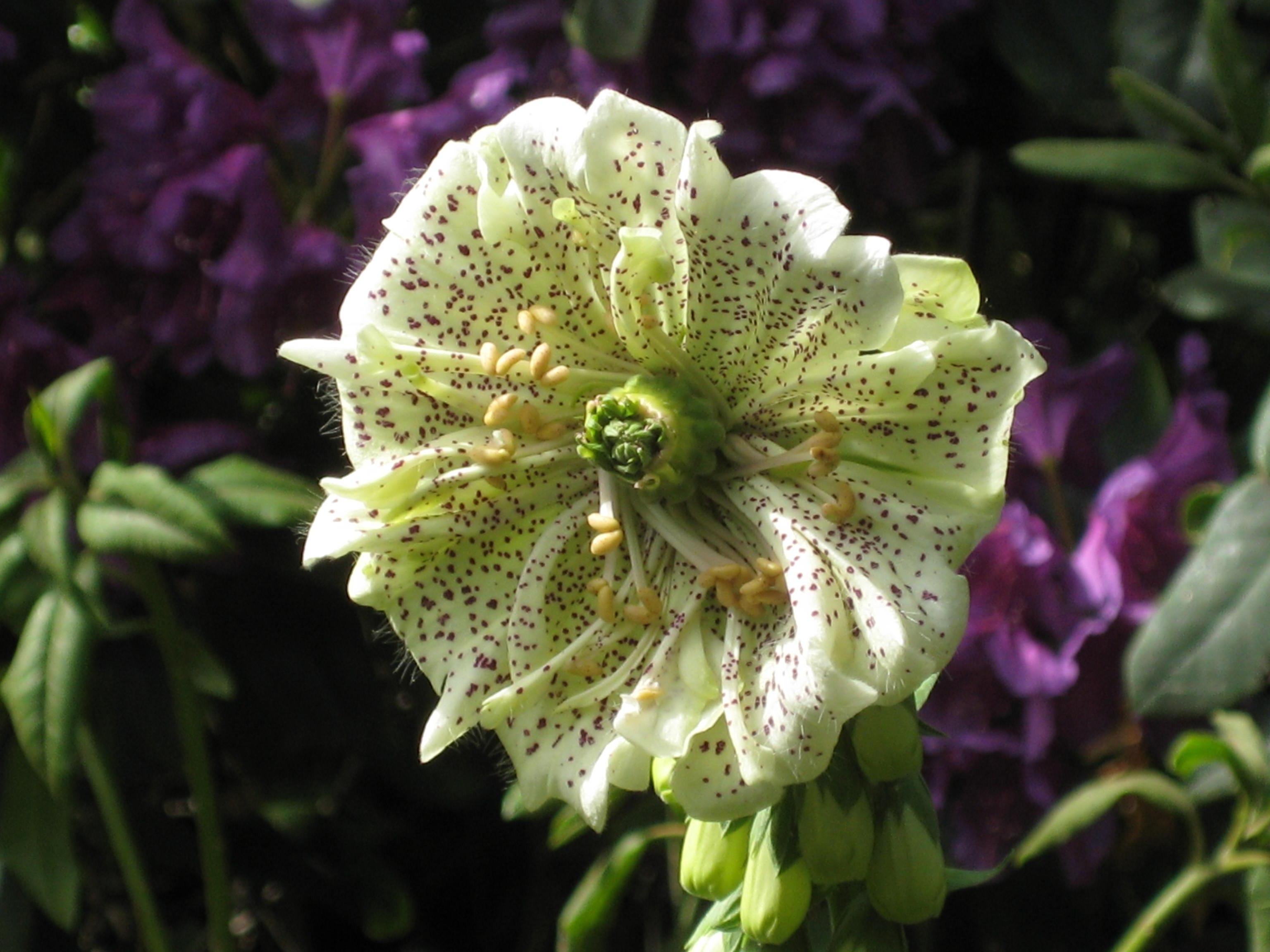
Vingerhoedskruid met pseudopelorie
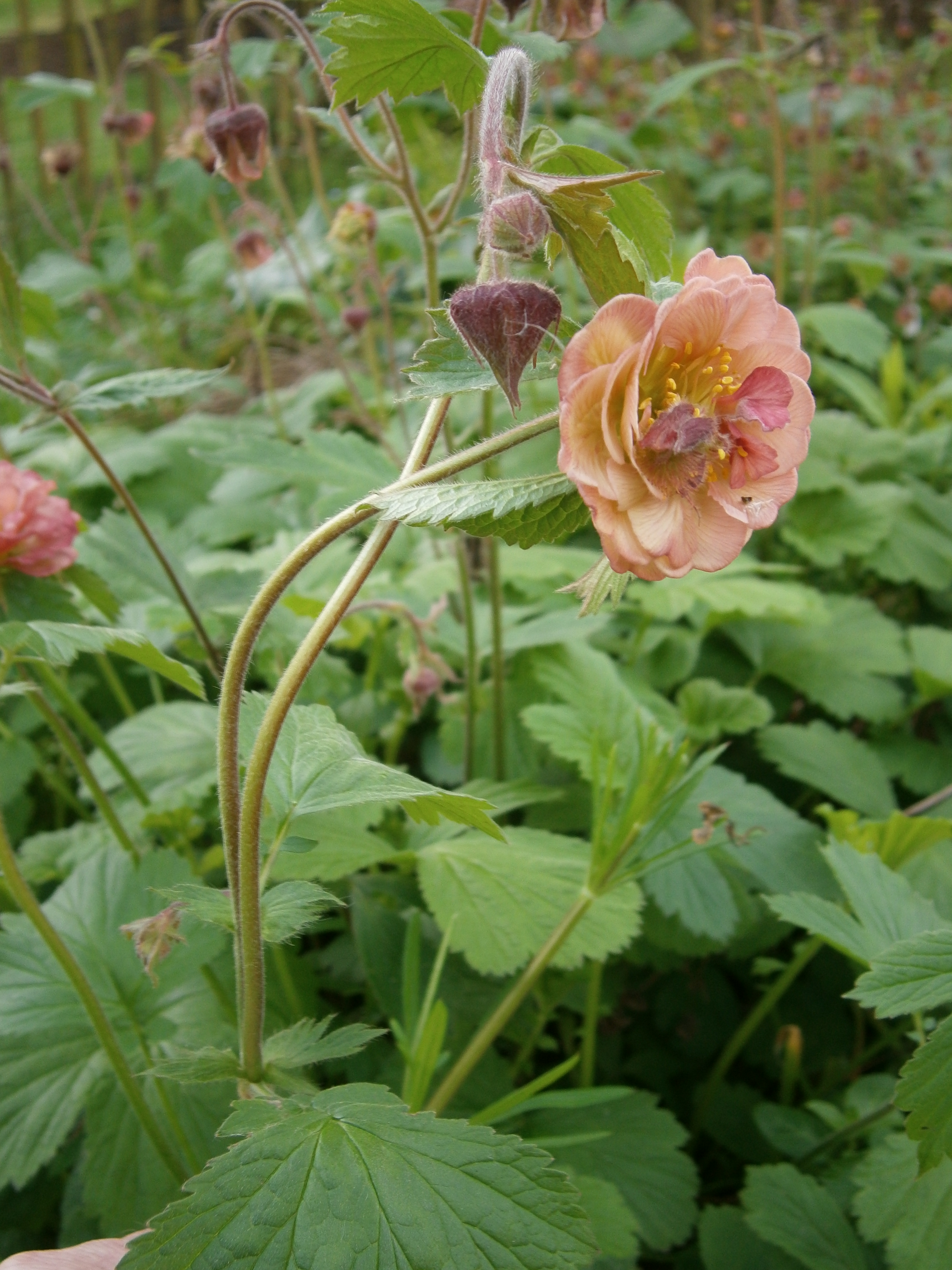
Knikkend nagelkruid (Geum rivale) met pseudopelorie